# Бритиш Еъруейс
Бритиш Еъруейс (на английски: British Airways) е националният авиопревозвач на Великобритания и авиокомпанията с най-голям флот. По отношение на пътниците Бритиш Еъруейс е на второ място след Изиджет. Авиокомпанията е базирана на британското летище Хийтроу.

## История
Основан е на 31 март 1974 г. чрез обединяване на 2 национализирани авиокомпании – British Overseas Airways Corporation и British European Airways, в съдружие с 2 регионални авиокомпании – Cambrian Airways и Northeast Airlines.
„Бритиш Еъруейс“ е най-голямата авиокомпания на страната по състав на въздушния флот, с който разполага, и по международните полети, които изпълнява.
През 2010 г. авиокомпанията се обединява официално с националния авиопревозвач на Испания – „Иберия“.

## Въздушен флот
Въздушният флот на British Airways е 290 самолета. През 2014 авиокомпанията добави нови А380 и Boeing 787. Новите въздухоплавателни средства се използват за дестинации като Лос Анджелис, Хонг Конг, Торонто и Ню Йорк. British Airways е най-големият оператор на Boeing 747 – 400. Авиокомпанията изпълнява полети от летище Лондон Сити до Ню Йорк (JFK).
| Самолет         | Брой |
| --------------- | ---- |
| Еърбъс А318-100 | 2    |
| Еърбъс А319-100 | 44   |
| Еърбъс А320-200 | 65   |
| Еърбъс А321-200 | 18   |
| Еърбъс А380     | 9    |
| Боинг 737 – 400 | 9    |
| Боинг 747 – 400 | 53   |
| Боинг 767-300ER | 21   |
| Боинг 777 – 200 | 3    |
| Боинг 777-200ER | 43   |
| Боинг 777-300ER | 12   |
| Боинг 787 – 8   | 8    |
| Боинг 787 – 9   | 3    |

Общ брой: 290 
- Боинг 747
- Боинг 777